# Пагани, Альфредо
Альфредо Пагани (итал. Alfredo Pagani, 6 сентября 1887, Рим — 1984) — итальянский легкоатлет, выступавший в барьерном беге, прыжках в длину, высоту и с шестом, тройном прыжке и многоборье. Участник летних Олимпийских игр 1908 и 1912 годов.

## Биография
Альфредо Пагани родился 6 сентября 1887 года в Риме.
Выступал в легкоатлетических соревнованиях за гимнастическое общество «Рома» из Рима.
В 1908 году вошёл в состав сборной Италии на летних Олимпийских играх в Лондоне. Был заявлен в беге на 110 метров с барьерами, но не вышел на старт.
В 1912 году вошёл в состав сборной Италии на летних Олимпийских играх в Стокгольме. В беге на 110 метров с барьерами в четвертьфинальном забеге занял последнее, 3-е место. В прыжках в высоту показал в квалификации результат 1,60 метра — на 23 сантиметра меньше норматива для участия в финале. В прыжках в длину занял 27-е место в квалификации, показав результат 5,95 метра и уступив 1,09 метра худшему из попавших в финал Георгу Обергу из Швеции. В пятиборье занял 24-е место. В десятиборье не завершил выступление после седьмого вида программы. Также был заявлен в прыжках с шестом, в длину с места и тройном прыжке, но не вышел на старт.
Умер в 1984 году.

## Личные рекорды
- Бег на 110 метров с барьерами — 16,6 (1908)[2]
- Прыжки в высоту — 1,75 (1911)[2]